# 片山美佐子
片山 美佐子（かたやま みさこ、1944年4月11日 - ）は、日本の陸上競技の選手である。
1964年東京オリンピックで女子やり投に出場した。
バンコクで開催された1966年アジア競技大会に出場し、やり投で優勝した。

## 参照資料
1. ↑  “Misako Katayama Olympic Results”.  Sports Reference LLC. 2020年4月17日時点のオリジナルよりアーカイブ。2021年9月22日閲覧。